# Toksikacija
Toksikacija ili toksifikacija je konverzija hemijskog jedinjenja u toksičniju formu u živim organizmimi ili u supstratima kao što su zemljište ili voda. Konverzija može da bude uzrokovana enzimatskim metabolizmom u organizmima, kao i abiotičkim hemijskim reakcijama. Dok je roditeljski lek obično manje aktivan, roditeljski lek i njegov metabolit zajedno mogu da budu hemijski aktivni i da uzrokuju toksičnost, dovodići do mutageneze, teratogeneze, i karcinogeneze. Različite klase enzima, kao što su P450-monooksigenaze, epoksidne hidrolaze, ili acetiltransferaze mogu da katalizuju proces u ćeliji, uglavnom u jetri.
Roditeljske netoksične hemikalije se generalno nazivaju protoksinima. Dok je toksikacija generalno nepoželjna, u pojedinim slučajevima ona je neophodna za radi in vivo konverzije proleka u metabolit sa željenim farmakološkim ili toksikološkim aktivnostima. Kodein je primer proleka, koji se metabolizuje u telu do opijata poznatog kao morfin.

## Toksikacija enzimatskim metabolizmom

### CYP450 enzimi
Faza I metabolizma lekova su bioaktivacioni putevi, koji su katalizovani CYP450 enzimima, i potencijalno može doći do produkcije toksičnih metabolita i ćelijskog oštećenja. Neobično visok nivo aktivnosti CYP450 enzima može da dovede do promena u metabolizmu leka i konverzije leka u njegove toksičnije forme. Među CYP450 enzimima faze I, potfamilije CYP2D6 i CYP3A su odgovorne za hepatotoksičnost tokom metabolizma leka znatnog broja različitih lekova, kao što su flukloksacilin, trioleandomicin, i troglitazon. Hepatotoksičnost se ispoljava kao toksičnost leka u jetri.
Paracetamol (acetaminofen, APAP) se konvertuje u hepatotoksični metabolit NAPQI putem sistema citohrom P450 oksidaze, uglavnom posredstvom potfamilije CYP2E1. Hepatički redukovan glutation (GSH) može da brzo detoksikuje NAPQI, ako se APAP uzima u odgovarajućim količinama. U slučaju predoziranja, zalihe GSH nisu dovoljne za NAPQI detoksikaciju, te dolazi do akutnih povreda jetre.

### Druge oksidoreduktaze
Oksidoreduktaze su enzimi koji katalizuju reakcije kojima se prenose elektroni. Sam metanol je toksičan usled njegovih svojstvava depresije centralnog nervnog sistema, ali on dodatno može da bude konvertovan u formaldehid pomoću alkoholne dehidrogenaze i zatim da bude pretvoren u mravlju kiselinu posredstvom aldehidne dehidrogenaze, što su znatno toksičnije supstance. Mravlja kiselina i formaldehid mogu da uzrokuju ozbiljnu acidozu, oštećenja optičkog nerva, i druge komplikacije opasne po život.
Etilen glikol (obični antifriz) može da bude konvertovan u toksičnu glikolnu kiselinu, glioskilnu kiselinu i oksalnu kiselinu posredstvom aldehidne dehidrogenaze, laktatne dehidrogenaze (LDH) i glikolatne oksidaze u organizmima sisara. Akumulacija krajnjeg produkta metabolizma etilen glikola, kalcijum oksalata, može da uzrokuje poremećaje rada bubrega i da dovede do ozbiljnijih posledica.

### Drugi primeri
Drugi primeri toksikacije enzimatskim metabolizmom su:
- Konverzija sekundarnih amina u želucu u karcinogene nitrozamine preko {\displaystyle {\ce {NO}}} puta.[7]
- Pretvaranje nikotina u karcinogeni NNK (4-(metilnitrozamino)- 1-(3-piridil)-1-butanon) u plućima.[8]
- Benzo[a]piren u karcinogeni benzo[a]piren diol epoksid (BP-7,8-dihidrodiol-9,10-epoksid)
- Hipoglicin A u visoko toksični MCPA-KoA

## Toksikacija abiotičkim hemijskim reakcijama
Povećana toksičnost isto tako može da bude uzrokovana abiotičkim hemijskim reakcima. Neživi elementi utiču na abiotičke hemijske reakcije. Antropogeni tragovi jedinjenja mogu potentijalno da budu toksični za organizme u akvatičnom sistemu.
Arsenska kontaminacija pijaće vode može da bude hemijski toksična. Unos i metabolizam arsena može da dovede do oštećenja u telu. Kad se organski arsen konvertuje u toksičniji neorganski arsen, on uzrokuje karcinogenezu, citotoksičnost (toksičnost za ćelije) i genotoksičnost (uzrokuje mutacije gena).